# David Fromkin
David Fromkin (Milwaukee, 27 de agosto de 1932 — Manhattan, 11 de junho de 2017) foi um escritor, jurista e historiador estadunidense, mais conhecido pela sua contribuição sobre o Oriente Médio, A Peace to End All Peace (1989), na qual ele relata o papel das potências européias entre 1914 e 1922 na criação do Oriente Médio moderno. O livro foi finalista no National Book Critics Circle Award e no Prêmio Pulitzer. Fromkin escreveu sete livros, e a sua publicação mais recente é "The King and the Cowboy: Theodore Roosevelt and Edward the Seventh, Secret Partners" de 2007.
Graduado pela Universidade de Chicago, Fromkin era professor universitário, lecionava História, Relações Internacionais e Direito na Universidade de Boston, na qual ele também dirigia o centro de estudos Frederick S. Pardee. Fromkin também foi redator do jornal Middle East Quarterly, uma publicação dos especialistas do Fórum do Oriente Médio, e membro do Conselho de Relações Exteriores desde 1976.
Antes de sua carreira como historiador ele foi advogado e conselheiro político. Em 1972, nas primárias do Partido Democrata, ele foi conselheiro de política externa do candidato Hubert Humphrey.

## Obras
- The Question of Government: An Inquiry into the Breakdown of Modern Political Systems (1975)
- The Independence of Nations (1981)
- A Peace to End All Peace: Creating the Modern Middle East 1914-1922 (1989) ISBN 0-8050-6884-8
- The importance of T. E. Lawrence. From The New Criterion Vol. 10, No. 1, September 1991.
- In the Time of the Americans: FDR, Truman, Eisenhower, Marhsall, MacArthur, The Generation that Changed America's Role in the World (1995) ISBN 0-679-76728-2
- “Britain, France, and the Diplomatic Agreements.” In The Creation of Iraq, 1914-1921, ed. Reeva Spector Simon and Eleanor H. Tejirian, 134-145. New York: Columbia University press, 2004.
- Europe's Last Summer: Who started the Great War in 1914? (2004) ISBN 0-375-72575-X
- The King and the Cowboy: Theodore Roosevelt and Edward the Seventh, Secret Partners (2007)